# Brangolo
Brangolo est un toponyme breton remontant VIIIe siècle, il existe un grand nombre de villages et anciens fiefs et terres nobles de Brangolo en Noyal-Muzillac, Theix-Noyalo, Rohan, Missillac, Plémy. Ce même toponyme se retrouve Outre-Manche à Saint-Mewan Brangolo en 1277, et le nom se retrouve au Pays de Galles dans la bataille de Banngoualou en 873.

## Sources
- Sources annales galloises
- Source nobiliaire Potier de Courcy
- Source Kerviler